# Campeonato de Futsal de Concacaf de 1996
El Campeonato de Futsal de Concacaf de 1996 fue la 1ª edición del torneo de fútbol, que sirvió como clasificación de los dos equipos de la Concacaf para la Campeonato Mundial de fútbol sala de la FIFA 1996 en España, que se jugó del  24 de noviembre al 8 del diciembre. 
Comenzó el 31 de agosto de 1996 y finalizó el 7 de septiembre del mismo año. La sede fue en  Gimnasio Teodoro Palacios Flores, Guatemala y participaron seis equipos que avanzaron después de jugar la eliminatoria previa.

## Participantes
| Costa Rica | El Salvador    | Guatemala |
| Cuba       | Estados Unidos | México    |

## Grupos

### Grupo A
| Equipo         | PJ | PG | PEN | PP | GF | GC | Dif | Pts |
| -------------- | -- | -- | --- | -- | -- | -- | --- | --- |
| Estados Unidos | 2  | 1  | 0   | 1  | 7  | 6  | +1  | 3   |
| Cuba           | 2  | 1  | 0   | 1  | 9  | 9  | 0   | 3   |
| Costa Rica     | 2  | 1  | 0   | 1  | 7  | 8  | -1  | 3   |

| Fecha                   | Lugar                                                 |                |                           | Resultado |                           |                |
| ----------------------- | ----------------------------------------------------- | -------------- | ------------------------- | --------- | ------------------------- | -------------- |
| 31 de agosto de 1996    | Gimnasio Teodoro Palacios Flores, Ciudad de Guatemala | Costa Rica     | Bandera de Costa Rica     | 6:4       | Bandera de Cuba           | Cuba           |
| 1 de septiembre de 1996 | Gimnasio Teodoro Palacios Flores, Ciudad de Guatemala | Estados Unidos | Bandera de Estados Unidos | 4:1       | Bandera de Costa Rica     | Costa Rica     |
| 3 de septiembre de 1996 | Gimnasio Teodoro Palacios Flores, Ciudad de Guatemala | Cuba           | Bandera de Cuba           | 5:3       | Bandera de Estados Unidos | Estados Unidos |

### Grupo B
| Equipo      | PJ | PG | PEN | PP | GF | GC | Dif | Pts |
| ----------- | -- | -- | --- | -- | -- | -- | --- | --- |
| México      | 2  | 2  | 0   | 0  | 15 | 5  | +10 | 6   |
| Guatemala   | 2  | 1  | 0   | 1  | 5  | 10 | -5  | 3   |
| El Salvador | 2  | 0  | 0   | 2  | 5  | 10 | -5  | 0   |

| Fecha                   | Lugar                                                 |             |                        | Resultado |                        |             |
| ----------------------- | ----------------------------------------------------- | ----------- | ---------------------- | --------- | ---------------------- | ----------- |
| 31 de agosto de 1996    | Gimnasio Teodoro Palacios Flores, Ciudad de Guatemala | Guatemala   | Bandera de Guatemala   | 3:2       | Bandera de El Salvador | El Salvador |
| 1 de septiembre de 1996 | Gimnasio Teodoro Palacios Flores, Ciudad de Guatemala | El Salvador | Bandera de El Salvador | 3:7       | Bandera de México      | México      |
| 3 de septiembre de 1996 | Gimnasio Teodoro Palacios Flores, Ciudad de Guatemala | México      | Bandera de México      | 8:2       | Bandera de Guatemala   | Guatemala   |

### Fase final
|  | Semifinales    | Semifinales |   |           | Final          | Final |  |
|  |                |             |   |           |                |       |  |
|  |                |             |   |           |                |       |  |
|  |                |             |   |           |                |       |  |
|  | México         | 1           |   |           |                |       |  |
|  | Cuba           | 2           |   |           |                |       |  |
|  |                |             |   |           |                |       |  |
|  |                |             |   |           |                |       |  |
|  |                |             |   |           | Estados Unidos | 7     |  |
|  |                | Cuba        | 3 |           |                |       |  |
|  |                |             |   |           |                |       |  |
|  |                |             |   |           |                |       |  |
|  |                |             |   |           | 3º puesto      |       |  |
|  |                |             |   |           |                |       |  |
|  | Guatemala      | 3           |   | Guatemala | 1              |       |  |
|  | Estados Unidos | 7           |   |           | México         | 3     |  |

### Semifinales
| Fecha                   | Lugar                                                 |           |                      | Resultado |                           |                |
| ----------------------- | ----------------------------------------------------- | --------- | -------------------- | --------- | ------------------------- | -------------- |
| 5 de septiembre de 1996 | Gimnasio Teodoro Palacios Flores, Ciudad de Guatemala | México    | Bandera de México    | 1:2       | Bandera de Cuba           | Cuba           |
| 5 de septiembre de 1996 | Gimnasio Teodoro Palacios Flores, Ciudad de Guatemala | Guatemala | Bandera de Guatemala | 3:7       | Bandera de Estados Unidos | Estados Unidos |

### Tercer lugar
| Fecha                   | Lugar                                                 |           |                      | Resultado |                   |        |
| ----------------------- | ----------------------------------------------------- | --------- | -------------------- | --------- | ----------------- | ------ |
| 7 de septiembre de 1996 | Gimnasio Teodoro Palacios Flores, Ciudad de Guatemala | Guatemala | Bandera de Guatemala | 1:3       | Bandera de México | México |

### Final
| Fecha                   | Lugar                                                 |                |                           | Resultado |                 |      |
| ----------------------- | ----------------------------------------------------- | -------------- | ------------------------- | --------- | --------------- | ---- |
| 7 de septiembre de 1996 | Gimnasio Teodoro Palacios Flores, Ciudad de Guatemala | Estados Unidos | Bandera de Estados Unidos | 7:3       | Bandera de Cuba | Cuba |

| Bandera de Estados Unidos    |
| 1° Campeonato Estados Unidos |

## Clasificados a laCopa Mundial de fútbol sala de la FIFA 1996
| Bandera de Cuba | Bandera de Estados Unidos |
| Cuba            | Estados Unidos            |